# Сокол Мойсей Борисович
Мойсей Борисович Сокол (5 жовтня 1904, Жмеринка — 8 березня 1975, Мінськ) — єврейський радянський театральний актор і режисер. Заслужений артист Білоруської РСР (1938).

## Життєпис
Народився у Жмеринці (нині Вінницька область, Україна) 5 жовтня 1904 року у сім'ї ремісника.
Після закінчення Московської театральної студії «Культура-ліга» (1924) працював у Харківському, а з 1927 року — у Державному єврейському театрі Білорусі.
Під час німецько-радянської війни брав участь у фронтових театральних бригадах.
З 1949 року — у Державному російському драматичному театрі Білорусі. Його своєрідний художній талант яскраво розкрився як у характерних, так і в драматичних ролях. Він мав певні вокальні дані, що значно розширювало його творчий діапазон. Серед кращих ролей у російському театрі: Блазень («Король Лір» В. Шекспіра), Суддя («Фуенте Овехуна» Лопе де Вега), Брігелло («Венеційські близнюки» К. Гольдоні), Силан («Гаряче серце» О. М. Островського), Робінзон («Безприданниця» О. М. Островського), Адам Петрович Шпріх («Маскарад» М. Ю. Лермонтова), Яків Трошин («Діти сонця» М. Горького), Круглик («Барабанщиця» А. Д. Салинського).
Працював у Мінському драматичному театрі, Російському театрі Мінська. Відомий своїми ролями у виставах «Тев'є Молочник» за твором Шолом-Алейхема.
Сподвижник С. М. Міхоелса.
Помер у Мінську 8 березня 1975 року.